# روبرت فوكس (مجدف)
روبرت فوكس (بالبولندية: Robert Fuchs)‏ هو مجدف بولندي، ولد في 12 يونيو 1991 في غدانسك في بولندا.

## وصلات خارجية
- روبرت فوكس على موقع الاتحاد الدولي للتجديف (الإنجليزية)
- روبرت فوكس على موقع اللجنة الأولمبية الدولية (الإنجليزية)
- روبرت فوكس على موقع أوليمبيديا (الإنجليزية)
- روبرت فوكس على موقع اللجنة الأولمبية البولندية (مؤرشف) (البولندية)